# Emex spinosa
La romaza espinosa  (Emex spinosa) es una planta de la familia de las poligonáceas.

## Descripción
Planta anual, herbácea, erecta hasta trepadora, glabra, de hasta 60 cm de altra. Hojas alternas, con vaina hendida, peciolo corto y limbo oval aplanado, acorazonado y en forma de dardo romo. Flores femeninas pequeñas, apelotonadas en la base de la inflorescencia en las axilas de las hojas, con 6 hojas periánticas concrescentes, de las cuales las tres externas se agrandan en el período de fructificación y se vuelven espinosas, y las internas están orientadas hacia arriba y son verrugosas. Ovario súpero con 3 pistilos. Flores masculinas en grupos peciolados situados en el extremo o en las axilas por encima de las femeninas, con 6 hojas periánticas libres y 4-5 estambres. Fruto triangular.

## Hábitat
Costas arenosas.

## Distribución
En el Mediterráneo, norte de África. Mediante los frutos que se agarran al pelo animal se ha distribuido incluso a ultramar.